# Кармин (цвет)
Карми́н (фр. carmin от от араб. قرمز‎ <кирмиз> — кошениль), ранее известный также под названием бакан — цвет, соответствующий пигменту кармин, багряной, багровой, пурпурной, густо-красной краске насыщенного цвета, получаемой из карминовой кислоты, выделяемой женскими особями кактусовой тли, кошенили. Сейчас кармин производится из синтетического пигмента с максимальным уровнем светостойкости.
Существует также большое число так называемых карминовых оттенков.
Слово «кармин» в русском языке появилось в 1723 году (по другим данным, в 1712). В тексте 1723 года карминовый цвет определяется, как «карминовой, чистейший красный цвет, почти без всякой
примеси другого». Обычно под ним понимают «красная, алая краска, изготовляемая из кошенили». Этот оттенок также может называться карминным или карминовым, хотя точное цветовое определение для этих прилагательных в русском не устоялось. Как правило, в современном русском языке термин «карминный» обозначает «чистый, насыщенный оттенок красного цвета».
Основываясь на отдельных примерах из русской литературы, слово «кармин» может описывать как цвет окрашиваемых вещей (например, помада), так и естественный красный оттенок некоторых объектов (как цвета листьев или плодов), например, «К плодам хурмы, карминным, покрытым сизым потом, нельзя было прикасаться: они от этого портились» (К. Паустовский «Колхида»). В русском языке слово «карминный» встречается не так часто, потому что для описания красного цвета чаще используются термины «алый» и «пунцовый».

## Оттенки цвета кармин
- Светло-карминно-розовый (Hex: #E66761) (RGB: 230, 103, 97)
- Карминно-розовый (Hex: #EB4C42) (RGB: 235, 76, 66)
- Глубокий карминно-розовый (Hex: #EF3038) (RGB: 239, 48, 36)
- Карминно-красный (Hex: #FF0033) (RGB: 255, 0, 51)
- Средний карминный (Hex: #AF4035) (RGB: 175, 64, 53)
- Глубокий карминный (Hex: #A9203E) (RGB: 169, 32, 62)
- КАРМИН (Hex: #960018) (RGB: 150, 0, 24)